# Stephen Early
Stephen Tyree Early, född 27 augusti 1889 i Albemarle County i Virginia, död 11 augusti 1951 i Washington, D.C., var en amerikansk journalist och ämbetsman.
Early bevakade marinen för Associated Press (AP) och kom då i kontakt med Louis Howe och Franklin D. Roosevelt. Early tjänstgjorde under första världskriget i USA:s armé. Efter kriget återvände han till AP och kom från 1932 att arbeta med journalfilmer på Paramount News.
Early var Vita husets pressekreterare under hela Franklin D. Roosevelts tid som USA:s president och var en pionjär i den rollen med införande av presskonferenser och radioutsändningar.
Early var den första på posten som USA:s biträdande försvarsminister i lite över ett år under både Louis A. Johnson och George C. Marshall som försvarsministrar och fungerade där i stort som försvarsdepartementets talesperson.